# 錯愛
《錯愛》（英語：False Alarm）是加拿大創作歌手威肯的一首歌，收錄在他2016年發行的第三張錄音室專輯《星聞人物》中。這首歌於2016年9月29日透過XO和Republic唱片公司發行，是專輯的第二支單曲，也是唯一的非電台單曲。這首由威肯、Doc McKinney、Cirkut和Mano共同創作和製作，Belly和Ben Billions也參與了歌詞創作。

## 背景與發行
當《星聞人物》專輯在ITunes上開放預購時，這首歌被公布為專輯的第三首曲目。《錯愛》於2016年9月29日作為專輯的第二支單曲發行。

## 曲目創作
《錯愛》的時長為3分50秒，音樂評論家將其描述為一首舞曲龐克和電子搖滾風格的歌曲。歌詞主要圍繞著毒品、非浪漫關係和唯物主义等主題。

## 音樂錄影帶
這首歌的音樂錄影帶於2016年10月13日發布，由Ilya Naishuller執導。影片透過其中一名搶匪的第一人稱視角描繪了一場銀行搶劫。由於影片中存在暴力畫面，開頭加入了免責聲明，警告觀眾影片包含了可能建議觀眾斟酌觀看的露骨內容。這部影片還被製作成看起來像是一鏡到底完成的。

### 劇情簡介
影片開始時，搶劫正在進行中。主角（由威肯飾演）、一名戴著紅色骷髏面具的搶匪（Randy Irwin飾）、一名戴著黃色骷髏面具的搶匪（Sam Hale飾）、一名戴著白色骷髏面具的搶匪（Damion Poitier飾）和一名戴著黑色骷髏面具的搶匪正在把錢裝進三個袋子裡，而警察開始在外面出現。團隊前往後方出口逃生，過程中劫持了一名年輕女子（克莉絲汀·弗洛賽斯飾）作為人質。團隊將所有的錢和人質裝上一輛貨車，但戴黑色、白色和黃色面具的搶匪都被警察打死。
另一輛貨車出現，讓倖存的搶匪上車，把錢扔到車上。第一袋錢成功扔到了新的貨車上，但第二袋錢丟失了。主角選擇把人質扔進新貨車，而不是最後一袋錢，然後自己也登上車，這激怒了戴紅色面具的搶匪。在第一輛貨車撞上一輛停在路邊的汽車並爆炸，駕駛員還沒來得及帶著最後一袋錢登上第二輛車之前，戴紅色面具的搶匪試圖殺死主角。人質用紅色面具搶匪自己的一把槍射擊他，讓主角得以殺死搶匪，但一顆流彈擊中了駕駛員。沒有人掌控方向盤，貨車被一輛迎面而來的卡車撞入溝中，主角用身體保護了人質。
人質和主角都在撞車事故中倖存，但主角的肚子被一大塊玻璃刺穿。由於傷勢而無法動彈，主角眼睜睜看著人質從車上抓起一袋錢。主角試圖拿槍上膛瞄準她，但她還是決定拋下重傷的主角，獨自帶著錢逃離了現場。隨著警察越來越接近現場，警笛聲越來越大，主角看向一面鏡子，露出了他就是歌手本人的身份。威肯用槍指向自己，自殺身亡，畫面切換為黑屏。

## 現場演出
2016年10月1日，威肯在《週六夜現場》第42季首播中演唱了這首歌。

## 其他媒體
《錯愛》是世界摔角娛樂2016年幸存者系列（Survivor Series）付費賽事的官方主題曲。

## 榜單
| 榜單（2016）                              | 位置 |
| ----------------------------------------- | ---- |
| 澳大利亚 （澳大利亚唱片业协会榜）         | 72   |
| 澳大利亚Urban （澳大利亚唱片业协会榜）    | 9    |
| 加拿大（Canadian Hot 100）                | 33   |
| 捷克（百強數位單曲榜）                    | 38   |
| 法国（法國唱片出版業公會單曲榜）          | 98   |
| 愛爾蘭（愛爾蘭唱片音樂協會单曲榜）        | 65   |
| 荷兰（百强单曲榜）                        | 79   |
| 新西兰 Heatseekers （新西兰唱片音乐协会） | 1    |
| 葡萄牙（葡萄牙唱片業協會单曲榜）          | 45   |
| 蘇格蘭（官方榜单公司單曲榜）              | 86   |
| 斯洛伐克（百強數位單曲榜）                | 25   |
| 瑞典（瑞典最熱榜）                        | 89   |
| 瑞士（瑞士热门音乐榜）                    | 85   |
| 英國（官方榜单公司單曲榜）                | 51   |
| 美国（《告示牌》百大單曲榜）              | 55   |
| 美國（《告示牌》Hot R&B/Hip-Hop Songs）   | 23   |

## 認證
| 地區                           | 认证 | 认证单位/销量 |
| ------------------------------ | ---- | ------------- |
| 澳大利亚（澳大利亚唱片业协会） | 白金 | 70,000‡       |
| 巴西（巴西唱片業協會）         | 白金 | 60,000‡       |
| 加拿大（加拿大音乐协会）       | 白金 | 80,000‡       |
| 英国（英国唱片业协会）         | 银   | 200,000‡      |
| 美国（美國唱片業協會）         | 白金 | 1,000,000‡    |
| ‡僅含認證的+實際銷量           |      |               |

## 發行歷史
| 地區 | 日期          | 格式         | 唱片公司    | Ref   |
| ---- | ------------- | ------------ | ----------- | ----- |
| 全球 | 2016年9月29日 | 數位音樂下載 | XO Republic | [ 7 ] |